# Demografia de Brunei
En 2002 Brunei tenia una població de 308.000 habitants. Aquest país va duplicar la seva població a mitjan segle XX. Més del 50% de la població pertany al grup malayo, de religió musulmana i existeix una minoria (al voltant del 20%) d'origen xinès.

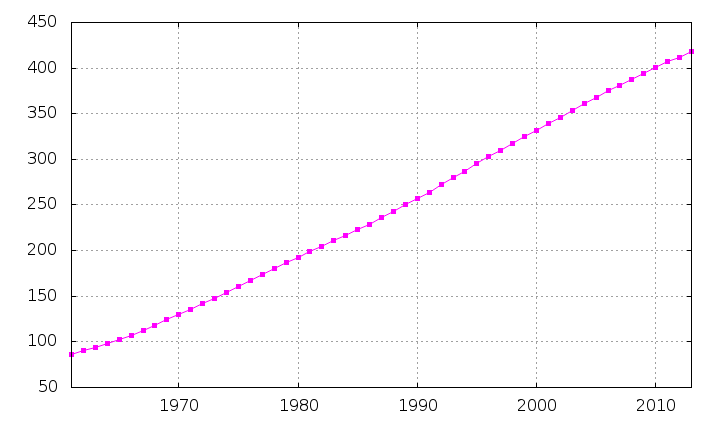
Demografia de Brunei, Data of FAO, any 2005; Nombre d'habitants en milers.

## Informació demogràfica de la CIA World Factbook

### Població
372,361 (estimació per a juliol de 2005)

### Estructura etaria
0-14 anys: 28,6% (homes 54.342/dones 52.084)
15-64 anys: 68,4% (homes 134.908/dones 119.814)
65 anys i més: 3% (homes 5.301/dones 5.912) (2005 est.)

### Edat mitjana
Total: 27,04 anys
homes: 27,63 anys
dones: 26,4 anys (2005 est.)

### Taxa de creixement poblacional
1,9% (2005 est.)

### Taxa de natalitat
19,01 naixements/1.000 habitants (2005 est.)

### Taxa de mortandad
3,42 morts/1.000 habitants (2005 est.)

### Taxa neta de migració
3,45 migrants/1.000 habitants (2005 est.)

### Distribució per sexe
En néixer: 1,06 homes/dones
Menors de 15 anys: 1,04 homes/dones
15-64 anys: 1,13 homes/dones
65 anys i més: 0,9 homes/dones
Total de la població: 1,09 homes/dones (2005 est.)

### Taxa de mortandad infantil
Total: 12,61 morts/1.000 naixements vius
homes: 15,93 morts/1.000 naixements vius
dones: 9,1 morts/1.000 naixements vius (2005 est.)

### Expectativa de vida en néixer
Total de la població: 74,8 anys
homes: 72,36 anys
dones: 77,36 anys (2005 est.)

### Taxa de fertilitat
2,3 nens nascuts/dona (2005 est.)

### HIV/SIDA
Taxa de prevalecencia en adults: menys del 0,1% (2003 est.)
Persones vivint amb HIV/AIDS: menys de 200 (2003 est.)
Morts: menys de 200 (2003 est.)

### Grups ètnics
Malayos 67%, Xinesos 15%, indígenes 6%, altres 12%

### Religions
Musulmans (religió oficial) 67%, Budistes 13%, Cristians 10%, creences aborígens i altres 10%

### Idiomes
Malayo (idioma oficial), anglès, xinès

### Alfabetismo
Definició: persones de 15 anys i més que poden llegir i escriure
Total de la població: 93,9%
homes: 96,3%
dones: 91,4% (2002)